# Stevo Krnjaić
Stevo Krnjaić (Melinovac, 28. listopada 1938. – Zagreb, 21. srpnja 1997.) bio je hrvatski kazališni i filmski glumac.

## Životopis
Karijeru kazališnog glumca započeo je u Pionirskom kazalištu Trešnjevka, pedesetih godina prošlog stoljeća, zajedno sa Srećkom Lipovčanom, Mladenom Crnobrnjom i brojnim mladim entuzijastima, u vrijeme ravnatelja i redatelja Vida Fijana.
Nakon završetka zagrebačke Akademije za kazalište i film, postaje član zagrebačkog dramskog kazališta Gavella, kojem je ostao vjeran do svoje smrti. Ostvario je brojne veće i manje uloge u brojnim dramama, televizijskim serijama i u jednom većem cjelovečernjem filmu.

## Filmografija

### Televizijske uloge
- "Tražim srodnu dušu" kao stanodavkin muž (1990.)
- "Putovanje u Vučjak" kao Mile Žakula (1986. – 1987.)
- "Nepokoreni grad" kao ustaški satnik Mlinarić (1982.)
- "Smogovci" kao liječnik (1982.)
- "Velo misto" kao Muša (1980. – 1981.)
- "U registraturi" kao Miha Kanonikov (1974.)
- "Pod novim krovovima" kao Saša (1969.)

### Filmske uloge
- "Krhotine – Kronika jednog nestajanja" (1991.)
- "Zadatak" (1985.)
- "Horvatov izbor" kao Mile Žakula (1985.)
- "Neobični sako" (1984.)
- "Duet za jednu noć" (1984.)
- "Daj što daš" (1979.)
- "Groznica" (1979.)
- "Debeli lad" (1978.)
- "Harmonika" kao Baja (1977.)
- "Izjava" kao Jura (1976.)
- "Klara Dombrovska" kao Vlaho (1976.)
- "U vremenu rasta" (1975.)
- "Kužiš stari moj" (1973.)
- "Dobro jutro, gospodine Karlek" (1970.)
- "Divlji anđeli" (1969.)
- "Kad čuješ zvona" kao Jokan (1969.)
- "Kruh" (1968.)
- "Žur u Magdelandu" (1968.)
- "Slučaj doktora Mejzlera" (1967.)
- "Ladanjska sekta" (1967.)
- "Vrijeme rakova" kao Ringo (1967.)
- "Onaj žutokosi" (1967.)
- "Mediteranska klima" kao Jakov (1966.)
- "Ključ" kao ratoboran tip u kinu (segment "Čekati") (1965.)
- "Čovjek i njegova žena" (1965.)
- "Sumrak" (1963.)

### Kazališne uloge
- Marin Držić: Dundo Maroje, uloga Vlaha (1964.), Dubrovačke ljetne igre, Festivalski ansambl

## Vanjske poveznice
- Krnjaić, Stevo, Hrvatski biografski leksikon

- Stevo Krnjajić u internetskoj bazi filmova IMDb-u (engl.)